# Vibo Valentia (provincie)
De provincie Vibo Valentia is gelegen in de Zuid-Italiaanse regio Calabrië. Ze grenst in het noorden aan de provincie Catanzaro en in het zuiden aan de provincie Reggio Calabria
De provincie is pas in 1992 ontstaan als afscheiding van de provincie Catanzaro. Het oppervlak van de provincie is erg klein en beslaat maar 7,6% van de regio Calabrië. Het zeewater langs de kusten van Vibo Valentia behoort tot het helderste van Italië, vooral in de buurt van de Capo Vaticano. Niet ver hiervandaan ligt Tropea, het belangrijkste toeristenoord van de provincie. Het centrum, met zijn vele nauwe straatjes en kleine pleinen, ligt op een rotsplateau enkele meters boven zeespiegel. In zee ligt op een klein schiereiland het sanctuarium Santa Maria dell'Isola.
De hoofdstad Vibo Valentia was ooit een Griekse kolonie met de naam Hipponion, later werd het door de Romeinen Valentia genoemd. Tot 1928 bestond de stad onder de naam Monteleone di Calabria. Vibo Valentia is strategisch gelegen op een heuvel. Het Normandisch kasteel is de belangrijkste bezienswaardigheid van de stad.
Net buiten het centrum zijn de resten te vinden van een stadsmuur en een Dorische tempel daterend uit de 6e eeuw voor Christus. Vanaf het Belvedere Grande heeft men een uitzicht over de Tyrreense Zee dat reikt van de Capo Palinuro (provincie Salerno) tot het Siciliaanse Messina.
Belangrijke andere plaatsen in de provincie zijn: Pizzo aan de kust, met het bijzondere uit de rotsen gehakte kerkje Chiesetta di Piedigrotta; Riccadi, belangrijk vakantieoord nabij de Capo Vaticano; Le Serre, het oostelijke bergachtige deel van de provincie is uitgeroepen tot regionaal natuurpark. Hier ligt ook het stadje San Bruno met zijn belangrijke klooster.

## Belangrijke plaatsen
- Vibo Valentia (33.957 inw.)
- Vibo Marina (10.000 inw.)
- Tropea (6843 inw.)
- Pizzo (8608 inw.)